# Antidogmatismo
Antidogmatismo é a ideia filósofo-religiosa que tem por base a anulação total do dogmatismo.
Pode ser compreendido como a ideia ou suposição da possibilidade da continuação de uma ou mais crenças e/ou religiões sem a afirmação de conceitos, preceitos e valores dogmáticos - ou seja, a possibilidade de crer nos fundamentos mais elementares de uma crença ou religião levando suas bases de afirmações para a gama das possibilidades válidas, porém questionáveis, assim como os adeptos do teísmo agnóstico o fazem.